# 単クローン性
単クローン性（たんくろーんせい、英: monoclonality、モノクローナリティ）とは、細胞複製を繰り返すことにより、単一の祖先細胞から生成された細胞の集団を表す用語である。したがって、モノクローナル細胞（monoclonal cells）は単一のクローンを形成すると言うことができる。モノクローナル（monoclonal）という用語は、古代ギリシア語で「単独の」または「単一の」を意味する monos と「小枝」を意味する klon に由来する。
その複製プロセスは、生体内（in vivo）で発生することもあれば、実験室操作のため in vitro で刺激されることもある。この用語の使用は、通常、単一の祖先細胞が由来する元の集団の細胞を区別する何らかの方法（ランダムな遺伝子変化など）があり、それが子孫に継承されることを意味する。
この言葉の一般的な用法は次のとおりである。
- モノクローナル抗体： 目的の抗体を産生するための適切なV(D)J組換えを偶然にも含む単一のハイブリドーマ細胞をクローン化して、同一の細胞を大集団を産生する。非公式な実験室用語では、これらのハイブリドーマクローン（ハイブリドーマ系統）の細胞培養上清から単離されたモノクローナル抗体は、単にモノクローナルと呼ばれる。
- モノクローナル新生物（腫瘍）： 発癌を起こした単一の異常細胞が自己増殖して癌性の塊となったもの。
- モノクローナル形質細胞（形質細胞異常増殖症（英語版）とも呼ばれる）： 発癌を起こした単一の異常形質細胞が自己増殖し、場合によっては癌化すること。